# Rue Saint-Gangulphe
La rue Saint-Gangulphe est une rue piétonne du centre de Liège (Belgique) reliant la place Saint-Étienne à la place de la République française.

## Toponymie
Le nom de cette rue provient de l'église Saint-Gangulphe, édifice religieux catholique de Liège construit au XIIIe siècle et démoli au XIXe siècle. Il se situait à l'angle de la rue de la Wache et de la rue Saint-Gangulphe et au pied de l'ancien pont d'Île.
Cette ancienne église rendait hommage Gangolf d'Avallon devenu saint Gangulphe, mort en 760.

## Historique
Cette ancienne voie faisait partie de l'axe urbain rue du Pot d'Or, Pont d'Île, rue Saint-Gangulphe, rue Gérardrie qui coupait le méandre de la Sauvenière en direction du centre historique de la cité.
Dans les années 1970, la rue est aménagée en zone piétonne et remplit la fonction principale de rue commerçante. À la suite de la création de la place Saint-Étienne en 2005, la rue qui naguère se raccordait à la rue Gérardrie, se voit expropriée de plusieurs immeubles, perdant de facto une quarantaine de mètres qui sont dorénavant englobés dans cette nouvelle place piétonne.

## Architecture
Parmi la petite dizaine d'immeubles que compte la rue, la maison située au no 27 est la plus ancienne. Elle date de la fin du XVIIe siècle. Le côté nord de la rue est occupé par la partie la plus ancienne des galeries Saint-Lambert (Galeria Inno).

## Voies adjacentes
- Place Saint-Étienne
- Rue de la Wache
- Place de la République française

### Source et bibliographie
- Yannik Delairesse et Michel Elsdorf, Le nouveau livre des rues de Liège, Liège, Noir Dessin Production, 2008, 512 p. (ISBN 978-2-87351-143-2 et 2-87351-143-5, présentation en ligne), page 371